# Cophoscincopus simulans
Cophoscincopus greeri — вид сцинкоподібних ящірок родини сцинкових (Scincidae). Мешкає в Західній Африці.

## Поширення і екологія
Cophoscincopus simulans мешкають в Сьєрра-Леоне, Ліберії, на півдні Гвінеї, в Кот-д'Івуару, Гані і Того. Вони живуть у вологих тропічних лісах, на берегах струмків. Зустрічаються на висоті до 664 м над рівнем моря.